# LOVE MONSTER
「LOVE MONSTER」（ラヴ・モンスター）は、2002年4月にリリースされたFANATIC◇CRISISの通算24枚目のシングルである。発売元はSTOICSTONE。

## 解説
前作より2カ月ぶりのシングル。
オリコンチャートではトップ20にランクインしたが、初動売り上げは1万枚を切り、累計売り上げもメジャーデビュー以降最低記録を更新した。
タイトル曲は日本テレビ系『マスクマン!』EDテーマ。

## 収録曲
全作詞・作曲：石月努、編曲：神林義弘・FANATIC◇CRISIS
1. LOVE MONSTER [3:58]
2. 夏ノカケラ [3:27]
3. LOVE MONSTER (Vox Less Version)
4. 夏ノカケラ (Vox Less Version)

## 収録作品
- 5（#1）
- THE BEST of FANATIC◇CRISIS Single Collection02（#1）
- THE BEST of FANATIC◇CRISIS B-Side Collection（#2）